# Écume-chaux
L'écume-chaux ou écume de sucrerie ou écumes de défécation est une substance crayeuse issue de l'industrie sucrière et utilisée dans les grandes cultures comme amendement du sol.
L'écume-chaux est créée lors de la purification du jus de diffusion des betteraves sucrières par l'ajout de chaux vive (défécation). En conséquence, les cristaux de CaCO3 se forment avec l'eau présente et avec le CO2 auquel certaines substances du jus adhèrent. Le précipité est filtré, pressé et finalement lavé à l'eau pour former l'écume-chaux. En plus de la chaux, l'écume-chaux contient 10 à 15 % de matière organique avec 0,3 à 0,5 % d'azote sous forme protéique. De plus, du phosphore (jusqu'à 1 % sous forme de P 2 O 5 ) et du magnésium sont présents. La teneur en composants fixant les acides dans l'écume-chaux séchée est de 40%.
L'écume-chaux est utilisé pour élever ou maintenir le pH des sols agricoles. Il ajoute également de la matière organique au sol.

## Marque
L'écume-chaux en mousse est vendue sous la marque Betacal et est disponible en deux produits :
- Betacal Carbo (forme solide)
- Betacal Flow (forme liquide)